# CV-18
La CV-18 (Vía Parque del Litoral, también Castellón - Nules, en valenciano y oficialmente Via Parc del Litoral o Castelló - Nules), es una carretera autonómica de la provincia de Castellón que comunica la CS-22 al sur de la capital con los municipios costeros de Almazora, Burriana y Nules.

## Nomenclatura
La carretera CV-18 pertenece a la red de carreteras de la Generalidad Valenciana. Su nombre está formado por el código CV, que indica que es una carretera autonómica de la Comunidad Valenciana y el número 18, que es el número que recibe según el orden de nomenclaturas de las carreteras de la CV.

## Historia
La actual CV-18 forma parte del antiguo trazado de la  C-236 , una carretera comarcal que realizaba prácticamente el mismo recorrido, con la única diferencia que comenzaba en el centro de Castellón, finalizaba en el centro de Nules y atravesaba todos los municipios por el centro.
- Nombre que recibió tras ser transferida a la Generalidad Valenciana:  CV-236 , como carretera valenciana de segundo nivel.
- Última y actual nomenclatura:  CV-18 , con denominación Castellón - Almenara.
- En 2007, fue modificada su denominación. Pasó a llamarse Castellón - Nules, como carretera autonómica de primer nivel.
- En 2010, tras la inauguración del tramo de doble carril restante, la vía pasó a denominarse Vía Parque del Litoral, ya que incluye carril bici en prácticamente todo su recorrido así como ajardinamiento en la mediana y en ambas cunetas[1]

## Trazado actual
Actualmente, la carretera CV-18 es una alternativa a la saturada N-340 entre las localidades de Castellón, Burriana y Nules. Permiten una rápida conexión entre la capital y Nules, desde donde ya se puede acceder a la A-7 Autovía del Mediterráneo evitando tanto la N-340 como la CV-10 Autovía de la Plana, que realiza el mismo trazado por el interior.
La carretera CV-18 comienza en la glorieta con la CS-22 Autovía del Puerto de Castellón, en el punto intermedio entre Castellón y Almazora. Entre los kilómetros 1 y 3,500 circunvala la última y a la altura del kilómetro 4 cruza el Río Mijares, que desemboca en el mar a pocos kilómetros. En el kilómetro 8, la carretera comienza la circunvalación del siguiente municipio, Burriana, y atraviesa varias glorietas que permiten el acceso al mismo y a la zona de playas. Frente al polígono industrial Alcober, a la altura del kilómetro 12, la carretera toma rumbo hacia su último destino, Nules, al cual se puede acceder mediante una glorieta. En el kilómetro 14,500 la carretera realiza un giro de 90° a la derecha, para rodear la localidad de Nules y finalizar su recorrido en la N-340 al norte del municipio.

## Recorrido
| Velocidad | Esquema                                                                         | Esquema | Esquema                          | Notas |
| --------- | ------------------------------------------------------------------------------- | ------- | -------------------------------- | ----- |
|           | Avda. Almazora centro ciudad rondas otras direcciones CV-149 Benicasim          |         |                                  |       |
|           | CS-22 AP-7 E-15 N-340 CV-10 Barcelona - Valencia                                |         | CS-22 Grao puerto - playas       |       |
|           | Comienzo de la Vía Parque del Litoral                                           |         | Fin de la Vía Parque del Litoral |       |
|           | Grupo La Unión                                                                  |         | Grupo Santa Teresa               |       |
|           | Almazora Grupo Perpetúo Socorro                                                 |         |                                  |       |
|           | Almazora                                                                        |         | CV-183 Grao                      |       |
|           | Almazora                                                                        |         | CV-1840 Playa de Almazora        |       |
|           |                                                                                 |         | Burriana puerto - playas         |       |
|           | CV-185 Villarreal hospital                                                      |         | Burriana puerto - playas         |       |
|           | CV-2203 Alquerías del Niño Perdido FFCC Burriana-Alquerías N.P. AP-7 E-15 N-340 |         | Burriana puerto - playas         |       |
|           | camino                                                                          |         | camino                           |       |
|           | Parque empresarial Carabona                                                     |         | Burriana puerto - playas         |       |
|           |                                                                                 |         | Nules Mascarell                  |       |
|           | Fin de la carretera CV-18                                                       |         | Comienzo de la carretera CV-18   |       |
|           | N-340 Villarreal Castellón                                                      |         | Nules                            |       |
|           | N-340 A-7 Valencia                                                              |         |                                  |       |

### Eje litoral
Esta vía forma parte del llamado "Eje Litoral" o "Eje Nules-Benicasim", que mediante esta vía CV-18, las Rondas Este y Norte de Castellón y la carretera CV-149 entre la última y Benicasim, une las poblaciones de Nules y Burriana con Benicasim y su costa, con una vía de doble calzada.

## Actuaciones sobre la CV-18

### Actuaciones realizadas
- A principios de 2006, fue inaugurada la segunda calzada en el tramo: Circunvalación de Burriana - Nules.
- Febrero de 2008, fue colocada la primera piedra del desdoblamiento de la CV-18 entre Almazora y Burriana.
- 13 de julio de 2010, se inauguran los 4 carriles de circulación de la vía entre Almazora y Burriana.[2]

### Futuras actuaciones
Eliminación guardarraíl derecho en término de Burriana pasando el cami corrent con el peligro que lleva el desnivel del lugar. Acción desafortunada. Se aconseja volverlo a poner.

## Tramos
| Denominación | Tramo                                    | Kilómetros | Año servicio |
| ------------ | ---------------------------------------- | ---------- | ------------ |
| CV-18        | Nules N-340 - Burriana (norte) CV-185    | 7,2        | 2006         |
| CV-18        | Burriana (norte) CV-185 - Almazora CS-22 | 8,5        | 2010         |